# Alchemilla snarskisii
Alchemilla snarskisii är en rosväxtart som beskrevs av S.K. Cherepanov. Alchemilla snarskisii ingår i släktet daggkåpor, och familjen rosväxter. Inga underarter finns listade i Catalogue of Life.